# Borups Victory
Borups Victory, född 6 april 2018, är en svensk varmblodig travhäst. Han tränas och körs av Daniel Wäjersten.
Borups Victory började tävla i november 2020 och tog sin första seger i sitt debutlopp. Han har hittills sprungit in 9,5 miljoner kronor på 35 starter varav 16 segrar, 9 andraplatser och 1 tredjeplatser. Han har tagit karriärens hittills största seger i  Hugo Åbergs Memorial (2024).
Han har även segrat i Seinäjoki Race (2024) och Kymi Grand Prix (2024). Samt på andraplats i Seinäjoki Race (2023), Margareta Wallenius-Klebergs Pokal (2023), Sundsvall Open Trot (2023), Elitloppet (2024). Borups Victory blev årets häst 2024 och årets äldre häst 2024. Bourps Victory är den snabbaste svensk födda häst genom tiderna  på svensk mark. 1.08.5 1609m. 

## Statistik
| Statistik för Borups Victory (Ref.) | Statistik för Borups Victory (Ref.) | Statistik för Borups Victory (Ref.) | Statistik för Borups Victory (Ref.) | Statistik för Borups Victory (Ref.) | Statistik för Borups Victory (Ref.) |
| ----------------------------------- | ----------------------------------- | ----------------------------------- | ----------------------------------- | ----------------------------------- | ----------------------------------- |
| Starter                             | Placeringar                         | Startprissumma                      | Segerprocent                        | Platsprocent                        | Rekord                              |
| 35                                  | 16-9-1                              | 9 553 565 kr                        | 46 %                                | 74 %                                | 1.08,5ak,                           |

### Större segrar
| År   | Lopp                 | Kusk             | Vinstbelopp   | Grupp   |
| ---- | -------------------- | ---------------- | ------------- | ------- |
| 2024 | Seinäjoki Race       | Daniel Wäjersten | 70 000 EUR    | Grupp 1 |
| 2024 | Kymi Grand Prix      | Daniel Wäjersten | 100 000 EUR   | Grupp 1 |
| 2024 | Hugo Åbergs Memorial | Daniel Wäjersten | 1 609 000 SEK | Grupp 1 |